# Thrips microchaetus
Thrips microchaetus är en insektsart som beskrevs av Heinrich Hugo Karny 1920. Thrips microchaetus ingår i släktet Thrips och familjen smaltripsar. Inga underarter finns listade i Catalogue of Life.